# Rio Cenek
O Rio Cenek é um rio da Romênia, afluente do Aita, localizado no distrito de Covasna.